# 愛知県獣医師会

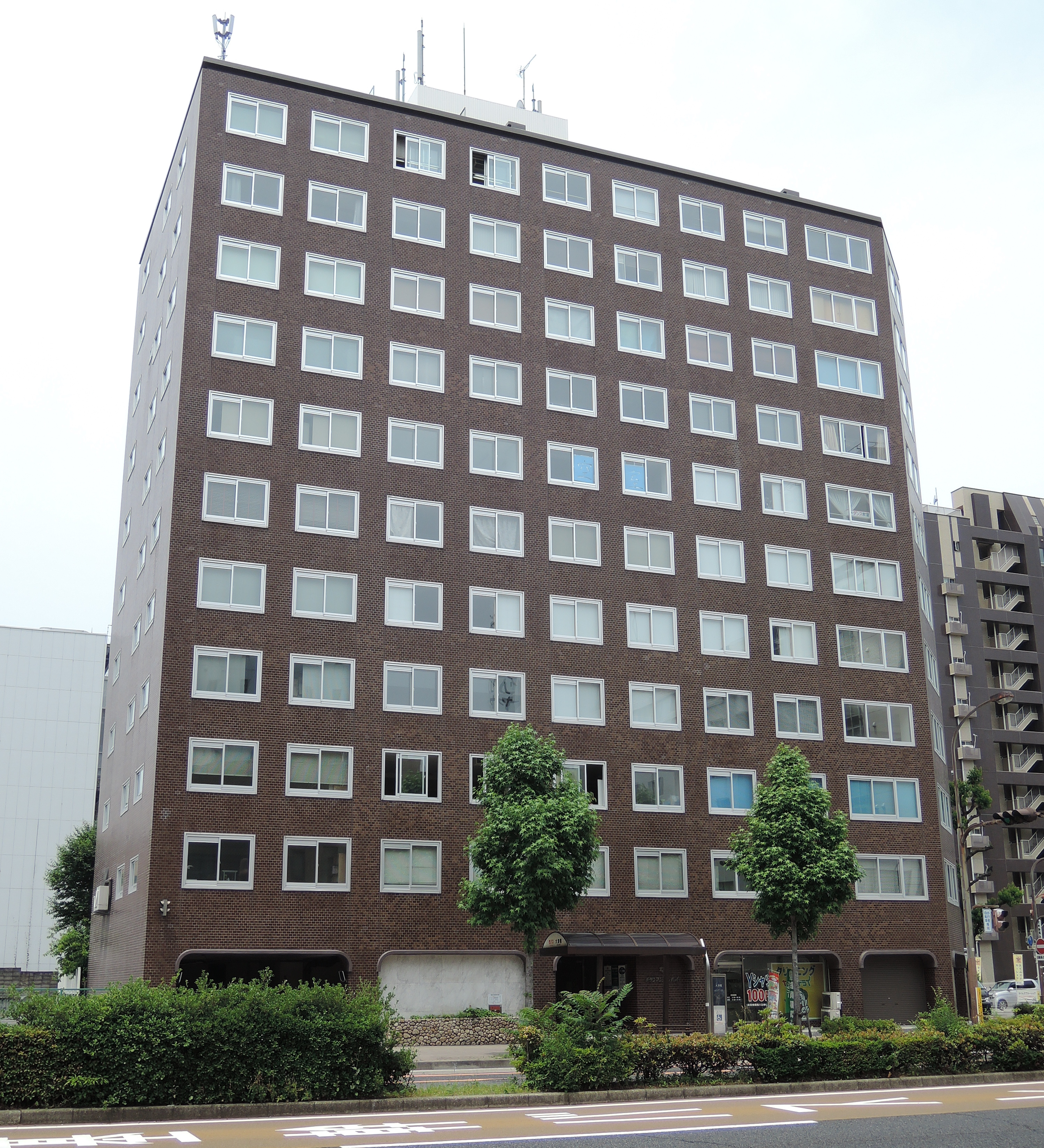
本部が入居するチサンマンション丸の内

公益社団法人愛知県獣医師会（こうえきしゃだんほうじんあいちけんじゅういしかい 英称 Aichi Veterinary Medical Association）は、愛知県知事認定の愛知県の獣医師を会員とする公益社団法人。

## 本部所在地
〒460-0002 愛知県名古屋市中区丸の内3丁目7番9号
北緯35度10分36秒 東経136度54分20.6秒 / 北緯35.17667度 東経136.905722度座標: 北緯35度10分36秒 東経136度54分20.6秒 / 北緯35.17667度 東経136.905722度

## 業務内容
- 獣医師会員の学術技能向上のための研修会・講習会事業等の実施
- 愛知県との動物に関する連携事業
- 疾病している野鳥の保護・救護
- 県内各学校で飼われている動物の飼育指導
- 県内各市町村との連携事業
- 狂犬病の予防接種・防止活動